# Daphne limnophylla
Daphne limnophylla (лат.) — вид вымерших кустарников рода Волчеягодник (Daphne) семейства Волчниковые (Thymelaeaceae), известный по ископаемым остаткам (отпечаткам листьев) из нижнесарматских и гельветских отложений. Некоторое время после обнаружения отпечатки ошибочно классифицировались как остатки неизвестного вида из рода Багульник и позже были описаны как новый вид Ledum limnophyllum Unger, но Т.Н. Байковская в своей книге "Сарматская флора Крынки" (1965) отнесла их к роду Волчеягодник, аргументируя это тем, что у Багульника листья более правильно эллиптические, с закругленным, а не клиновидно суженным основанием и резко выраженным подвернутым краем.

## Ботаническое описание
Листья клиновидно-ланцетно-цельнокрайные, 1,9-2,3 см в длину  и 0,5-0,6 см в ширину. К основанию они очень постепенно клиновидно суженные, незаметно переходят в небольшой, довольно толстый черешок. Черешок 0,5-0,6 см в ширину и 0,4-0,5 см в длину. Верхушка коротко заостренная. Наибольшая ширина листа находится в верхней его части. Главная жилка тонкая, вторичные жилки очень тонкие, очередные, несколько изогнутые у своего основания, затем почти прямые или слегка изогнутые, круто направлены вверх.

## Палеонтология
В ископаемом виде вид известен из нижнесарматских отложений в Крынке и гельветских из Паршлуга в Штирии, Австрия.

## Генетические связи
Daphne limnophylla (Unger) Baikovska является предполагаемым предком 4 видов: Daphne altaica Pall., Daphne caucasica Pall., Daphne sophia Kalen. и Daphne taurica Kotov. Все эти виды составляют ряд Alpinae Keissl. в секции Daphnanthes С. А. Меу.